# Миклашевский, Иван Николаевич
Иван Николаевич Миклашевский (1858, Черниговская губерния — 1901, Харьков) — российский историк, экономист и статистик. Брат Александра Миклашевского.

## Биография
Родился 22 сентября (4 октября) 1858 года в дворянской семье Миклашевских — сын действительного статского советника Николая Ивановича Миклашевского; потомок полковника стародубского Михаила Андреевича Миклашевского. Родовое имение его матери находилось возле деревни Кузничи Городнянского уезда Черниговской губернии.
Окончил Черниговскую гимназию. В 1878 году поступил на физико-математический факультет Санкт-Петербургского университета. При обыске 8 апреля 1879 года у него были найдены запрещенные брошюры и он был вместе с братом арестован полицией; отбывал двухнедельное тюремное заключение в Брацлавской тюрьме с отдачей потом под гласный надзор полиции. С 20 октября 1879 года гласный надзор был заменён негласным, который продолжался до 1895 года. Был вынужден перейти в Московский университет, а затем по причине слабого здоровья уехал на юг России, продолжив обучение на физико-математическом факультете Новороссийского университета.
Во время обучения он получил почётный отзыв за сочинение о геологическом строении юго-западной России. После окончания университета в 1882 году со степенью кандидата естественных наук продолжил специальные занятия по геологии, напечатав в 1883 году исследование «Геология Глуховского уезда Черниговской губернии». В течение двух лет занимался хозяйством в своём родовом имении в Черниговской губернии; участвовал в земской деятельности, был губернским гласным.
С 1885 года был стипендиатом для приготовления к профессорскому званию по специальным предметам в Петровской сельскохозяйственной академии, где после утверждения в степени кандидата сельскохозяйственных наук Советом академии, с 1887 по 1891 год читал лекции сельскохозяйственного законоведения («полиция сельского хозяйства») — в 1888 году выдержал магистерский экзамен и в июне 1889 года был определён приват-доцентом академии.
В октябре 1893 года сдал экзамены на степень доктора юридических наук в Демидовском лицее и в начале 1894 года защитил в Петровской академии диссертацию «К истории сельскохозяйственного быта московского государства. Заселение и сельское хозяйство южной окраины XVII в.», которая в 1895 году была удостоена Уваровской премии. Осенью 1894 года был назначен членом особого совещания в Симферополе для выработки закона о пользовании водами в Крыму.
С июля 1894 года в должности приват-доцента читал лекции прикладной экономики на кафедре политической экономии и статистики Московского университета. Одновременно преподавал в Константиновском межевом институте и короткое время (с декабря 1895 по апрель 1896) преподавал политическую экономию и статистику в Московском техническом училище.
В мае 1896 года был назначен исполняющим должность экстраординарного профессора политической экономии Демидовского лицея в Ярославле и в том же году был утверждён ординарным профессором политической экономии и статистики Харьковского университета.
Умер в Харькове 3 (16) декабря 1901 года.

## Научные труды
Иван Николаевич Миклашевский получил известность как автор работ по истории русских аграрных отношений. На обширном фактическом и статистическом материале пытался объяснить государственную политику экономическими причинами, с либеральных позиций критиковал крепостное право, подчёркивал противоположность интересов крестьян и помещиков.
- «Закон о сбережении лесов в России»
- Геология Глуховского уезда Черниговской губернии. — Одесса: тип. П.. Зеленого, 1883. — 18 с. — (Материалы для геологии России).
- «Очерки крестьянского хозяйства Малороссии» (1887)
- Очерки из истории сельскохозяйственного образования в России. — СПб.: тип. И. Н. Скороходова, 1893. — 66 с.
- «Du prix de re vient des principaux céré ales en Russie et en Allemagne»
- «Die Entwicklung des landwirtschaftlichen Bildungswesens in Russkand» (1892)
- К истории хозяйственного быта Московского государства. Ч. 1. Заселение и сельское хозяйство южной окраины XVII века. — М.: тип. Д. И. Иноземцева, 1894. — 310 с.
- «Водное законодательство и право в России» (1895)
- «О численном методе изучения общественных явлений» (1897)
- Переписи. — Харьков: изд. студ. С. Флок, 1900. — 32 с.
- Древнерусские поземельные кадастры: (Долож. в заседании 3 окт. 1902 г.) — СПб.: тип. Акад. наук, 1903. — 34 с. — (Записки Академии наук по Историко-филологическому отделению; Т. 6, № 4).

Автор большого количества статей в «Русском Курьере», «Русских Ведомостях», «Журнале Сельского Хозяйства и Лесоводства», «Юридическом Вестнике», «Сельском Хозяине», «Техническом Образовании», «Земском Сборнике Черниговской губернии», «Трудах Императорского Московского Общества Сельского Хозяйства», «Русской Мысли» и в «Журнале Министерства Юстиции».